# Graine de sésame

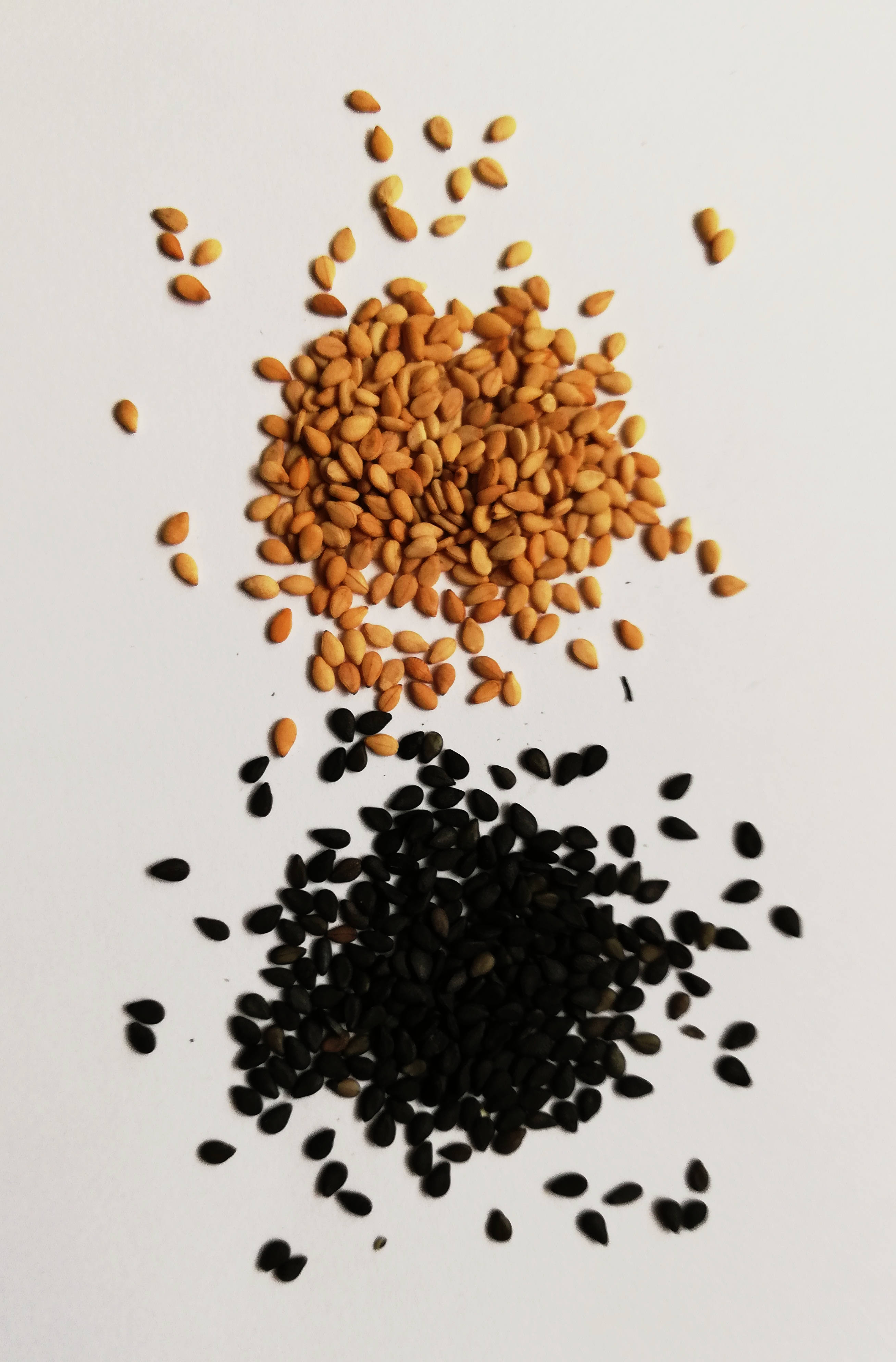
Graines de sésame blond toasté complet et de sésame noir

La graine de sésame est une graine oléagineuse, produite par le sésame (Sesamum indicum), une plante de la famille des Pédaliacées largement cultivée pour ses graines. Elle fournit une bonne source d'acides gras insaturés et de lignanes, des métabolites végétaux qui ont attiré l’attention pour leur aptitude à réduire la tension artérielle en améliorant le profil lipidique.
L’espèce Sesamum indicum est très variable. Suivant les cultivars, les graines sont lisses ou réticulées, blanches, jaunes, grises, rouges, brunes ou noires. La capsule est déhiscente ou non. Les capsules des variétés les plus anciennes se brisent généralement, s'ouvrent à maturité et libèrent des graines dans le champ.
Les graines contiennent de 50 à 55 % d’huile et de 20 à 25 % de protéines. On en extrait par pression une huile riche en acides oléique et linoléique (oméga-6) et un tourteau riche en protéines.
L’huile de sésame est une des huiles alimentaires les plus anciennes.
Alors que jusque dans les années 2010, la majorité des graines produites dans le monde servaient à produire de l’huile de sésame utilisée dans la cuisine orientale, la situation s’est maintenant inversée, les graines récoltées sont majoritairement utilisées directement dans la nourriture, comme sur les pains et bagels de la restauration rapide.
L’huile de sésame est traditionnellement utilisée en Inde pour les fritures et en Asie orientale comme exhausteur de goût dans les plats froids, les soupes et certains plats chauds.
Les graines de sésame servent dans la pâtisserie orientale pour confectionner le halva ou le nougat chinois, en Occident, elles sont de plus en plus utilisées dans les sablés et biscuits. Mais c’est son usage dans la boulangerie de la restauration rapide, pains, bagels, gressins au sésame, qui a connu la plus forte croissance.

## Description
Les graines sont petites, plates, pointues à une extrémité et de couleur variable, blanc crème, brune, jusqu’au noir. Les graines de couleur plus claires sont considérées comme de meilleure qualité. Mille graines pèsent environ 32 g.
Des variétés à graines blanches sont produites au Mexique, au Guatemala et au Salvador. Des variétés de graines noires sont cultivées en Chine et en Thaïlande. Les programmes de sélection se concentrent en particulier sur deux traits: le facteur antioxydant de l'huile de sésame (sésamol) et le potentiel de rendement élevé non destructeur.

## Analyse nutritive de la graine

### Macronutriments
Selon la table ci-contre de Souci, Fachmann et Kraut, la graine de sésame non décortiquée est relativement pauvre en glucides assimilables, avec une teneur moyenne de 10,2 g/100g. Les fibres alimentaires non assimilables (des polysaccharides, non classés parmi les macronutriments de type glucide) sont présentes au taux de 11,2 %.  
La graine de sésame non décortiquée contient en moyenne 50 % de lipides et jusqu’à 55 %. C’est une graine oléagineuse dont on extrait une huile alimentaire, consommable sans raffinage et se conservant longtemps sans rancir. Ces qualités expliquent qu'elle soit l’une des huiles alimentaires les plus anciennes et les plus utilisées avant l’époque industrielle.
La graine de sésame non décortiquée ne contient que 7 % d’acides gras saturés (AGS), composés de trois acides gras à longue chaîne (acide palmitique C16:0, acide stéarique C18:0 et acide arachidique C20:0). Elle comporte un apport intéressant en acides gras mono-insaturés AGMI (acide oléique C18:1, n-9) et surtout en acides gras poly-insaturés AGPI (acide linoléique C18 :2 oméga-6 et acide alpha-linolénique C18 :3, oméga-3). Les AGPI représentent 44 % du poids de la totalité des lipides.
L’apport en oméga-6 est important, et même trop important par rapport aux oméga-3, puisque idéalement le régime devrait tendre vers un rapport ω6/ω3 < 5 selon Auvinet et al.
La graine de sésame entière est riche en protéines ; son taux de 20,9 % (et jusqu’à 27 %) est proche de celui du steak haché de bœuf cru à 5 % de MG qui est de 21,9 % (table Ciqual). Ce sont des protéines à haute digestibilité (taux de 89,57 % de digestibilité à l’aide de systèmes enzymatiques pepsine-pancréatine). De plus ces protéines contiennent une quantité adéquate d'acides aminés essentiels tels que la méthionine, la cystéine et le tryptophane. Mais elles sont pauvres en lysine, un acide aminé essentiel plus abondant dans les produits animaux ou les légumineuses (haricots rouges, pois chiches).
Le tourteau de sésame (obtenu après extraction de l’huile), riche en protéines, est consommé en Inde et en Indonésie, parfois après fermentation.

### Micronutriments
La graine de sésame non décortiquée (ou sésame complet) est particulièrement riche en calcium, avec une teneur pouvant approcher 1 gramme pour 100 grammes de graines. Une fois décortiqué, le sésame apporte seulement 62 mg de calcium pour 100 g de graines.
La graine de sésame est aussi une excellente source en magnésium, phosphore, fer et zinc ainsi qu’en vitamines B1, B3 et B6 (relativement aux AJR apports journaliers recommandés).
Selon la table Ciqual, la graine entière de sésame contient 0,25 mg/100g de vitamine E. Celle-ci est présente sous forme de gamma-tocophérol (381 μg/gramme), associé à peu d’alpha-tocophérol (7 μg/gramme), la forme pourtant biologiquement la plus active.

## Composés phytochimiques
Comme la graine de lin, la graine de sésame contient des polyphénols et des lignanes. Selon la base Phenol-Explorer, le contenu en lignanes et autres polyphénols de l’huile de graines de sésame est donné dans le tableau ci-contre.
| Sésamine --→ | entérolactone |

Les lignanes sont un groupe de composés constitués de dimères d'unités phénylpropane. Chez les mammifères, la fermentation des lignanes alimentaires par le microbiote intestinal produits de l’entérolactone et de l’entérodiol. En particulier, il a été montré que la sésamine, le lignane principale de l’huile de sésame, est convertie en entérolactone, entérodiol et trois autres métabolites intermédiaires après  24 h de fermentation in vitro avec le microbiote intestinal humain. On peut observer l’augmentation de la concentration de ces molécules dans le plasma après consommation d’une seule dose de graines de sésame.
Ces lignanes du sésame présente des activités antioxydantes cliniquement intéressantes. De plus la présence d’antioxydants dans l’huile de sésame protège celle-ci de l’oxydation et prolonge sa durée de conservation.
La graine de sésame contient aussi de l’acide phytique au taux de 1,4 à 5,4 % du poids sec. L’acide phytique se trouve dans les graines des plantes où il sert à stocker le phosphore. Chez l’homme, sa consommation nuit à l’absorption du fer et du zinc. Mais il a aussi un effet positif : non seulement il a une activité antioxydante mais il peut en outre être protecteur contre les calculs rénaux et le cancer. Le processus de décorticage de la graine de sésame réduit les phytates.

## Activités pharmacologiques

### Réduction de la tension artérielle
En raison de sa richesse en acides gras polyinsaturés, en fibres, phytostérols et lignanes, le sésame est bénéfique pour prévenir l’hypertension artérielle. Une méta-analyse portant sur huit essais contrôlés (jusqu’en 2016) a montré que la consommation de sésame peut réduire la tension artérielle systolique et diastolique.

### Réduction des triglycérides sériques
En 1991, il a été montré que des rats nourris avec un régime contenant 0,5 % de sésamine, voyaient leurs taux de cholestérol sérique et hépatique réduit. Cette activité hypocholestérolémiante s’explique en partie par l’inhibition de l’absorption intestinale du cholestérol (Hirose et al, 1991). Le mode d’action de la sésamine a depuis été précisé : l’activité hypocholestérolémiante serait médiée par un accroissement de l’excrétion fécale des stérols et une modulation des gènes impliqués dans l’absorption et le métabolisme du cholestérol.
Les études concomitantes sur l’homme ont obtenu des résultats contradictoires. Une méta-analyse portant sur 10 essais cliniques contrôlés réalisée entre 1960 et 2015, a montré que la consommation de sésame ne modifiait pas significativement les concentrations de cholestérol sanguin total, du LDL-cholestérol ou du HDL-cholestérol.  Par contre, cette consommation de sésame était associée à une baisse très significative des triglycérides sériques.
Cardoso et al.  (2018) ont mené une revue systématique des effets de l'apport alimentaire de graines et de dérivés de sésame sur le profil lipidique et la tension artérielle (TA) des individus hypertendus et dyslipidémiques. Les articles évaluant les personnes atteintes de dyslipidémie ont montré une amélioration du profil lipidique.

### Risques d’allergie
Le sésame (graines ou huile) est responsable d'allergies alimentaires ou cutanées potentiellement sévères (angio-œdème, manifestations respiratoires, choc anaphylactique). Sa présence est obligatoirement signalée sur l’étiquetage des denrées alimentaires préemballées.

## Usages courants

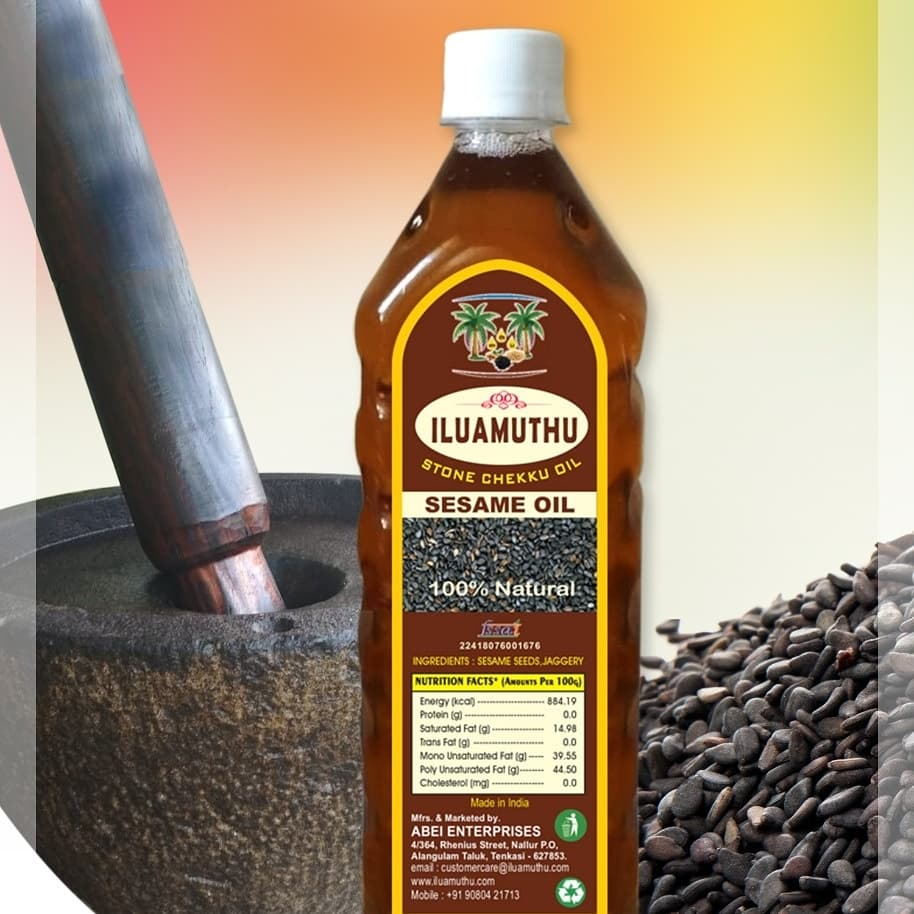
Huile de sésame extraite avec un mortier de granite

Après avoir décortiqué, cuit ou torréfié la graine de sésame, on en extrait l’huile par pression mécanique et le résidu solide, comestible, appelé tourteau de sésame, est utilisé en alimentation animale ou humaine (en Inde et en Indonésie). Une extraction supplémentaire avec un solvant donne une farine de sésame à faible teneur en huile, de qualité alimentaire. Cette farine (généralement faite à partir de graines non décortiquées) est donnée au bétail ruminant et à la volaille.
En Asie orientale (Chine, Japon, Corée), où l'huile de sésame est l'usage principal du sésame, les graines entières sont torréfiées, moulues et cuites avant l'extraction par expulseur. Dans le nord de la Chine, les graines sont trempées, torréfiées, décortiquées et broyées pour faire de la pâte de sésame (zhīma jiàng, 芝麻酱, tahini), et l'huile (appelée huile de sésame de petit moulin) est séparée par centrifugation ou gravitation.
Alors que dans les années 1980, 65 % des graines de sésame produites dans le monde servaient à produire de l’huile de sésame et 35 % étaient directement utilisées dans la nourriture, à partir des années 2011, la situation s’est inversée, la majorité des graines récoltées est désormais utilisées directement dans la nourriture, comme sur les pains et bagels de la restauration rapide.

### Cuisine
Voir aussi Liste des plats aux graines de sésame (en).
Une fois torréfiée, la petite graine est utilisée en cuisine pour sa douce saveur de noisettes.

#### Huile de sésame
Les graines de sésame permettent la production de l'huile de sésame qui est surtout utilisée dans les salades ou plats froids, comme au centre de la Chine, en Corée ou au Japon, mais également dans les soupes, fondues ou certains plats chauds. En Inde, en Afrique de l’Ouest, elle sert d'huile de cuisson.

#### Pâtisserie

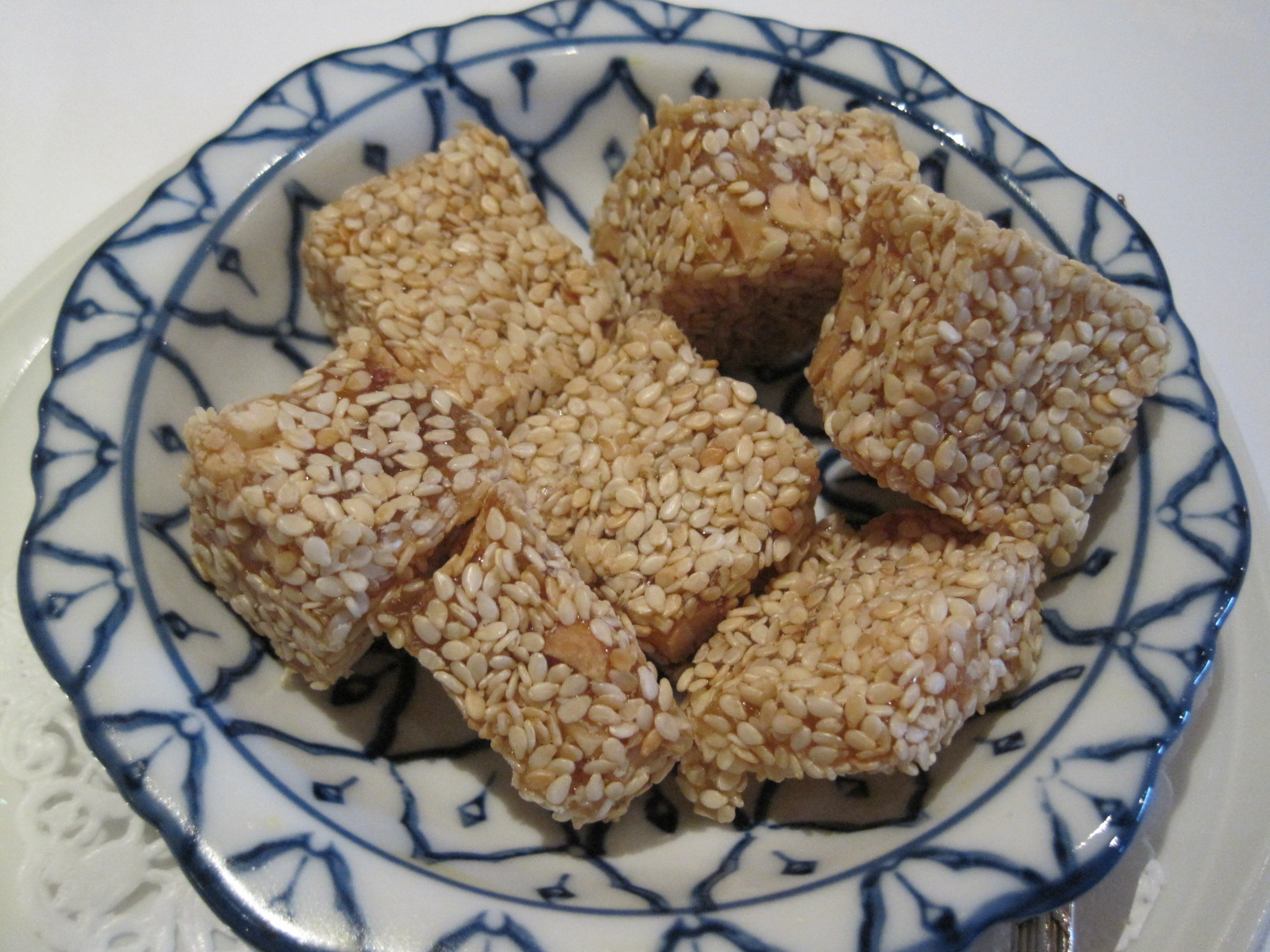
Graines de sésame sur du nougat chinois

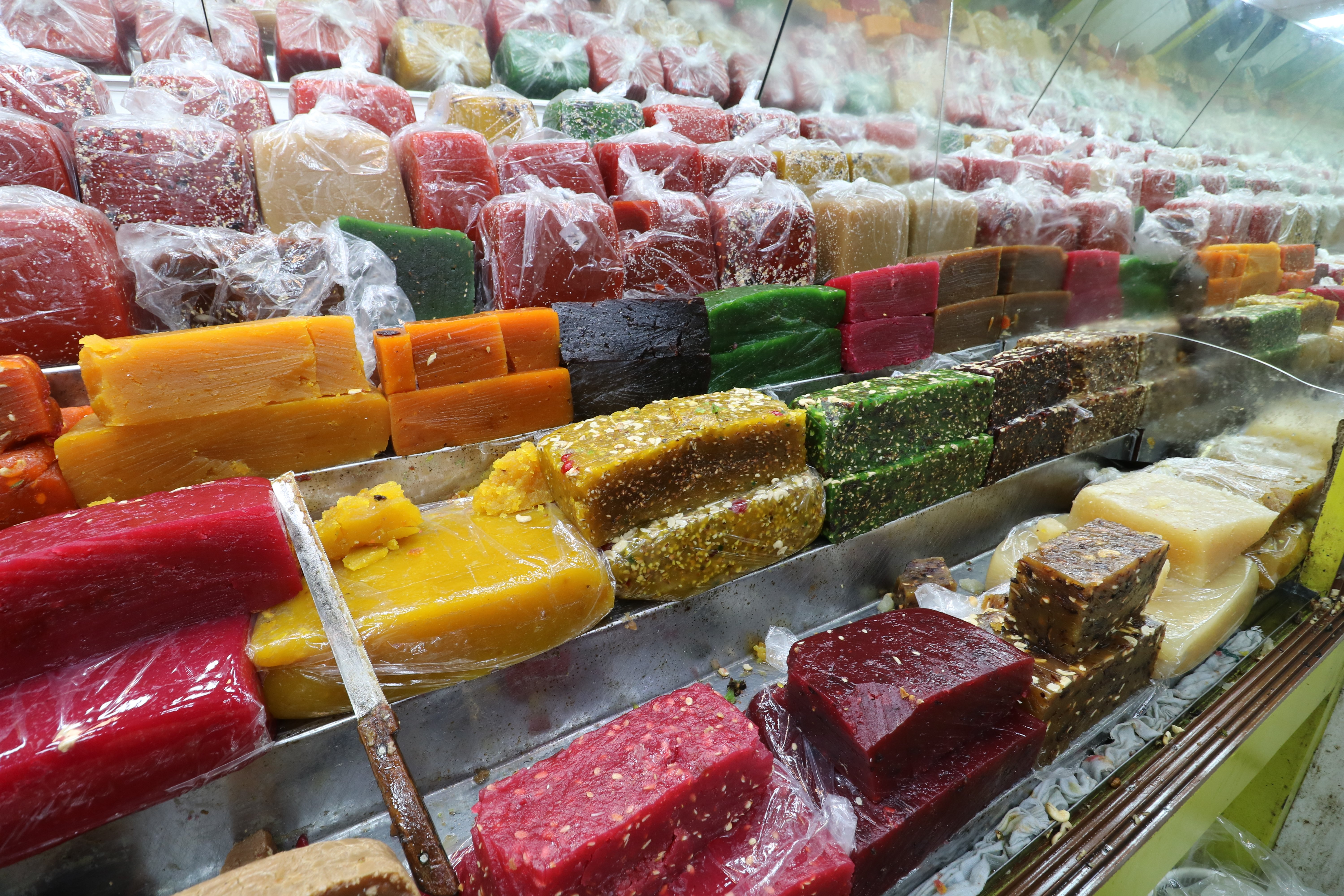
Halva à base de sésame, farçi de pistaches, Calicut, Inde

Les graines de sésame sont également utilisées dans des pâtisseries en Chine et au Vietnam, pour des sortes de nougats mous mélangeant sucre, cacahuètes et graines de sésame, nommé nougat chinois 白芝麻花生软糖 ; pinyin : Bái zhīma huāshēng ruǎn táng, littéralement « bonbon mou à la cacahuète et au sésame blanc ».
Les graines de sésame font partie des ingrédients indispensables de la pâtisserie turco-arabe. Le halva est une confiserie très largement répandue de l’Inde au bassin méditerranéen en passant par la Russie et l’Asie centrale. Le plus populaire dans le bassin méditerranéen est celui à base de tahini (crème de sésame),  originaire d’Istanbul au XVe siècle.
Au Maroc, la chebakia est une pâtisserie préparée pour les fêtes, les mariages et pour le ramadan. C’est un biscuit à l'amande qui est frit puis enrobé de miel et de sésame.
En Europe, en Amérique du Nord et un peu partout ailleurs, les barres de céréales, les sablés et les biscuits au sésame sont de plus en plus consommés.

#### Boulangerie

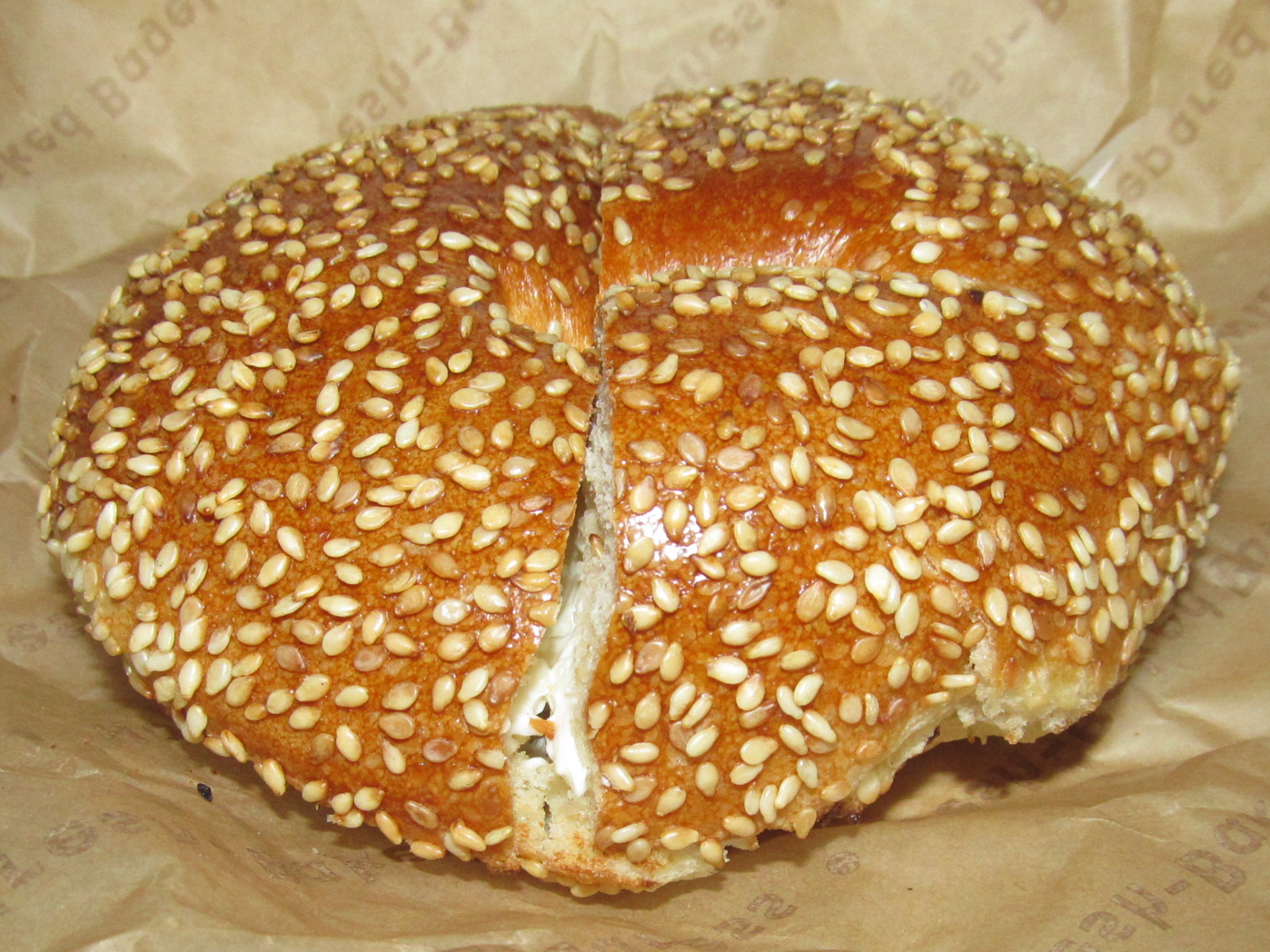
Bagel saupoudré de graines de sésame

Les graines de sésame sont aussi utilisées après avoir été décortiquées dans la préparation de simit, de pains pour hamburgers, bagels, crackers, gressins et croquants au sésame. Avec le succès de la restauration rapide, ces produits ont fait le tour du monde.

#### Épicerie
Les graines de sésame sont aussi utilisées pour la fabrication de la pâte de sésame. Cette dernière, appelée tahiné en syrien et libanais ou zhima jiang (芝麻酱, « Sauce sésame ») en chinois, est produite par écrasement à la meule et utilisée traditionnellement en Asie, du Proche à l'Extrême-Orient. Actuellement en France, elle est vendue en pot sous les noms de tahin ou purée de tahin ou purée de sésame, dans les magasins de produits biologiques.
Cette pâte entre notamment dans la composition des traditionnels téhina (crème salée de sésame à l'huile d'olive) de houmous (pois chiches, tahina et épices) et halva, pâtisserie compacte de sésame et de sucre. Elle est également utilisée dans les fondues du Sichuan ou dans les reganmian (热干面 « nouilles chaudes et sèches ») du Hubei.
En mélangeant des graines de sésame, du sel (avec éventuellement des algues nori), en grillant et broyant à la meule de pierre, on obtient du goma-sio, assaisonnement particulièrement apprécié des végétariens, utilisé entre autres pour relever les crudités et les céréales. C’est un produit originaire du Japon.

### Propriétés médicinales
Les diverses parties du sésame (feuilles, écorces et graines) et l’huile de sésame ont de nombreux usages dans les médecines traditionnelles asiatiques.
En Inde, le texte fondateur de l’ayurveda, le Charaka Samhita, indique que l’huile de sésame est la meilleure huile, dotée de multiples capacités thérapeutiques. Une recette bien connue est le gandouch, un bain de bouche avec de l’huile de sésame. Elle est aussi utilisée en ayurveda, en massage thérapeutique, dans l’alimentation, les cosmétiques et les rituels. Actuellement, l’huile de sésame est encore très appréciée comme huile de massage et pour les soins du corps et des cheveux. Selon les données disponibles en 2017, c'est l'huile de sésame qui est la plus utilisée (55 % des utilisations répertoriées) devant les graines (38 %) en Inde, les feuilles (5 %). La tige et/ou l'écorce sont aussi utilisées mais pour seulement 2 % des usages répertoriés. Les deux types (blanc et noir) de graines de sésame sont utilisés par les médecins traditionnels, pour soigner diverses maladies.
En Iran, le sésame faisait partie de la médecine perse ancienne et est encore réputé en médecine traditionnelle iranienne comme carminatif, antispasmodique, sédatif, analgésique, tonique et diurétiques ainsi que contre les troubles gastro-intestinaux fonctionnels et pour faciliter la digestion en général. Une étude publiée en 2016 par Hosseini & al. conclut à un effet protecteur d'extraits végétaux de sésame contre certains effets toxiques du vanadium.
La première pharmacopée traditionnelle chinoise le Shennong bencao jing, écrite aux alentours du début de notre ère, dédie une notice au sésame sous le nom de huma 胡麻 (synonyme de zhima 芝麻 sésame), morphologiquement « chanvre barbare », le caractère hu 胡 « barbare » signifiant que c’est un produit d’origine étrangère. Dans le vocabulaire de la médecine traditionnelle chinoise, elle indique
« Traite le centre souffrant de vide et de faiblesse, complète les cinq internes [organes zàng], stimule le qi et la force, la croissance de la chair, reconstitue la moelle et le cerveau » (Sheng nong)
L’encyclopédie en ligne Baike.baidu indique « Le sésame a pour effet de nourrir le foie et les reins, de nourrir l'essence et le sang, d'humidifier la sécheresse intestinale et de clarifier le lait. Pour le traitement de la faiblesse physique, des étourdissements, des acouphènes, de l'hypertension, de l'hypercholestérolémie, de la toux, des cheveux blancs fragiles et précoces, de l'anémie, de la carence en liquide corporel, des selles sèches, du manque de lait, de l'hématurie ».
L'huile de graines raffinée à froid (et faite à partir de graines non grillées) contient du Sésaminol qui est souvent présentée comme ayant un effet antioxydant mais pourrait aussi en synergie avec le tocophérol et la sésamine, contribuer à l'aptitude d'extraits de sésame à piéger les radicaux libres.

### Autres utilisations
Les graines de sésame sont également utilisées comme ingrédient actif dans les antiseptiques, bactéricides, virucides, désinfectants, antimites et agents antituberculeux car elles contiennent des antioxydants naturels tels que la sésamine, le sésamol et la sésamoline.

### Contamination à l'oxyde d'éthylène en 2020
En septembre 2020, en Europe, des concentrations d'oxyde d'éthylène jusqu'à 186 mg/kg soit 3 500 fois plus élevée que la limite maximale de résidus de 0,05 mg/kg sont détectées après mise sur le marché dans des lots de 268 453 kg de graines de sésame, y compris labellisées agriculture biologique, importés d'Inde. Ce pesticide est interdit en Europe, il est connu pour être cancérigène et mutagène. Un rappel de produit a été effectué, la moitié des produits avaient une certification biologique.
La contamination a duré une année depuis février 2020 et concerné 3 000 des 60 000 tonnes  de sésame importées.